# 米斯特克
米斯特克是中部美洲的主要古文明之一，由米斯特克人创造，大致分布于今日墨西哥南部的瓦哈卡州、普埃布拉州和格雷罗州。依照中部美洲编年法，米斯特克文明起源于前古典期的前15至11世纪，一直绵延至16世纪被西班牙殖民者征服为止。
“米斯特克”源于纳瓦特尔语，意为“云中之民”，是阿兹特克文明墨西加人发明的称呼。

## 传说起源

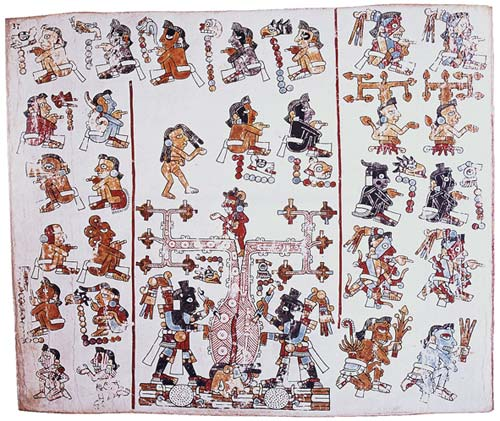
温多博内西斯手抄本描述的米斯特克人起源故事

米斯特克传说中认为现今世界处于“第五太阳纪”，此前的世界已经经历了多次毁灭与重生，这与阿兹特克和玛雅文明的看法一致。世界最初诞生时处于一片混沌之中，最终由双体神灵鹿一日神将光与暗、地与水、上与下分离开来，并诞下四位创世神，创造世界其余的各种事物。其中的羽蛇神科扎维（Coo Dzavui）和云中之树上的洞穴交配而诞下了米斯特克人的祖先。其中的米斯特克王为赢得土地，试图挑战太阳，使用弓箭与之对决。米斯特克王取得胜利，受重伤而濒死的太阳不得不躲藏到大山背后，亦即日落。为了防止太阳重生而夺走土地，他当晚开垦了玉米田供米斯特克人耕作。自此米斯特克人世代于当地生息繁衍。

## 历史
米斯特克文明是中美洲最古老的文明之一，于前古典期的公元前15世纪便已出现。传统上，历史学家将米斯特克文明区域划分为三个大区，高地（Mixteca Alta）、低地（Mixteca Baja）和海岸（Mixteca de la Costa）。米斯特克文明最初仅是数个小型的早期农业聚落，人口相比同时期的阿尔班山文化较为稀少。不过他们已经参与了早期中美洲文明间的贸易往来，米斯特克高地发现了当时带有奥尔梅克特征的陶器；在瓦梅卢尔潘（Huamelulpan）和塔亚塔（Tayata）亦发现了带有奥尔梅克象形文字的古物；而且，在奥尔梅克文明遗址中亦发现了来自塔亚塔的陶器。到前古典期中叶的末尾，一些高地米斯特克聚落极盛时的人口已经达到四位数，如特拉希亚科、瓦梅卢尔潘和黑山（Monte Negro）；低地的矿丘的人口也进入快速增长。这一时期从前5世纪开始至2世纪结束，米斯特克开始出现阶级分化，聚落出现公共建筑，城邦开始形成。同时期的萨波特克人以阿尔班山为中心发展出早期城邦，其文化大大影响了邻近规模相对较小的米斯特克聚落。
根据中美洲编年法，古典期自1世纪开始，至8世纪或9世纪结束，此时期中美洲的经贸联系更为紧密，米斯特克聚落继续发展，数个新的政治中心出现，低地聚落快速发展，逐渐成长为新的中心，出现纽伊涅文化（Ñuiñe）；原有的高地聚落陷入政治纷争而逐渐式微。不过好景不长，低地聚落亦受内乱及萨波特克入侵的影响而发展停滞，到7世纪，又面临中美洲文明的集体衰落，中美洲规模较大的特奥蒂瓦坎和阿尔班山文明步入衰微，大量米斯特克聚落陷入废弃，纽伊涅文化消失，仅余下茉莉山和蒂兰通戈等小型城邦。

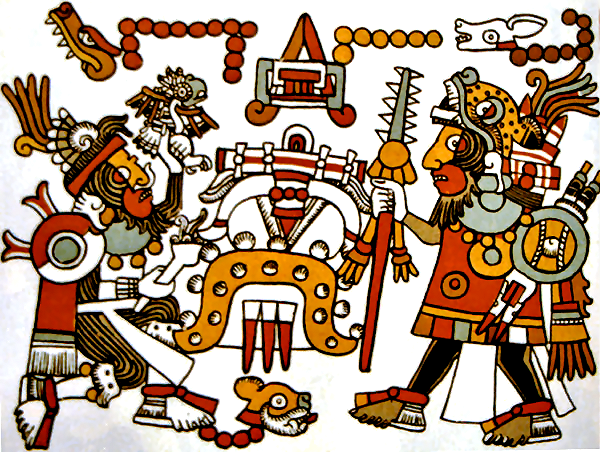
祖切-努塔尔手抄本记载的米斯特克图图特佩克君主鹿八日（右）和托尔特克领主虎四日（左）的会面。鹿八日利用军事征服曾统一米斯特克地区

米斯特克在后古典时期迎来复兴，由于后世手抄本和口头历史的传承，米斯特克文明在这一时期的历史变得最为著名。米斯特克聚落的人口迅速增长，面积也大大扩展。政治层面的城邦出现，地位最为显赫的城邦称为纽（ñuu），属邦称西基（siqui）。城邦的君主称为亚托尼涅（yyá toniñe），他们常通过政治联姻和其他城邦的统治王朝建立联系，包括邻近的萨波特克人，米斯特克人利用联姻和萨波特克城邦建立了紧密的联系，在政治上对萨波特克人有着显著影响力，文化上，米斯特克此时期以手抄本艺术为标志的文化亦为萨波特克统治阶级所青睐。在萨波特克人长期控制的瓦哈卡海岸，米斯特克人经过数个世纪的移民，在海岸地区建立了多个城邦，取得政治主动。其中的图图特佩克在随后数个世纪成为影响力最为显著的米斯特克城邦。图图特佩克的君主鹿八日利用军事征服将三大区域的城邦联合为一体。他于1083年成为沿岸城邦图图特佩克的君主，1097年与托尔特克人领主虎四日（西班牙語：Cuatro Jaguar）结盟，在后者协助下自雨二日（Dos Lluvia）手中继承了高地城邦蒂兰通戈的王位，随后他以蒂兰通戈为中心征服了邻近的近百个米斯特克城邦，并利用联姻在城邦间建立联系。鹿八日于1115年逝世，米斯特克再度陷入分裂，这是米斯特克文明历史上仅有的一次统一。
15世纪，墨西哥谷地的阿兹特克帝国崛起，其凭借强大的军事实力征服了中美洲的许多地区。15世纪下半叶，许多米斯特克城邦不敌阿兹特克，成为后者附庸，如人口稠密的奎斯特拉瓦卡。阿兹特克人试图完全征服米斯特克海岸和萨波特克人控制的特万特佩克地峡，不过在图图特佩克被米斯特克和萨波特克联军击退。1521年，阿兹特克亡于入侵的西班牙殖民者。在西班牙军队南进的过程中，大量米斯特克君主不战而降，但也有如图图特佩克等城邦试图抵抗，未果，米斯特克区域全数被纳入西班牙的殖民统治之中，米斯特克文明灭亡。

## 文化

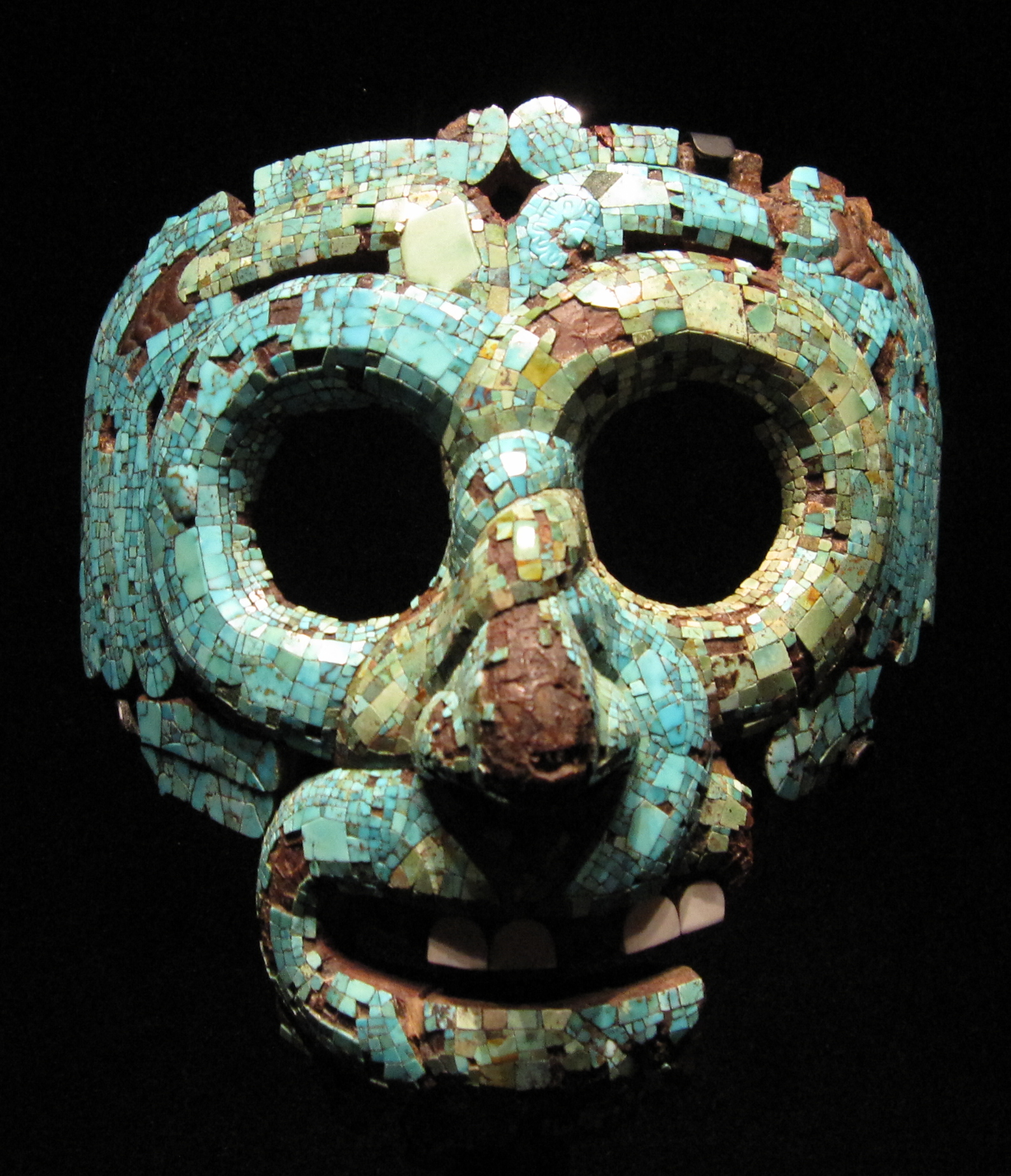
米斯特克绿松石面具

米斯特克后古典时期的手抄本艺术是其最为著名的文化产物，这种艺术形式亦传入阿兹特克帝国。米斯特克的黄金和绿松石制品亦较为著名，米斯特克的绿松石面具是用于建立政治联姻的礼物，亦带有宗教意味。学者罗伯特·韦斯特曾称米斯特克是“中美洲最好的金匠”。
在米斯特克宗教神话中，雨神扎维是米斯特克人的守护神，是米斯特克人主要崇拜的神祇。

### 书目
- Balkansky, Andrew K. (marzo de 1998). «Urbanism and Early State Formation in the Huamelulpan Valley of Southern Mexico» (reproducción PDF). Latin American Antiquity (en inglés) 9 (1): 37-67. Consultado el diciembre de 2007.
- Balkansky, Andrew K.; Kowalewski, Stephen A.; Pérez Rodríguez, Verónica; Pluckhahn, Thomas J.; Smith, Charlotte A.; Stiver, Laura R.; Beliaev, Dmitri; Chamblee, John F.; Heredia Espinoza, Verenice Y.; & Santos Pérez, Roberto (2000). «Archaeological Survey in the Mixteca Alta of Oaxaca, Mexico». Journal of Field Archaeology 4(20): pp. 365-389.
- Dahlgren de Jordán, Barbro (1990). La Mixteca, su cultura e historia prehispánicas. Ciudad de México: Universidad Nacional Autónoma de México.
- Flannery, Kent V. & Marcus, Joyce (2007). «Las sociedades jerárquicas oaxaqueñas & el intercambio con los olmecas». Arqueología Mexicana, (87): 71-76.
- Joyce, Arthur A. & Levine, Marc N. (2007). «Tututepec (Yuca Dzaa). Un imperio del Posclásico en la Mixteca de la Costa». Arqueología Mexicana, (90): 44-47.
- Joyce, Arthur A. & Winter, Marcus (1996). «Ideology, Power, and Urban Society in Pre-Hispanic Oaxaca». Current Anthropology, 1(37): 33-47.
- Hermann Lejarazu, Manuel (2007). Códice Nuttal: lado 1. La vida de Ocho Venado. Edición especial de Arqueología Mexicana (23). Ciudad de México: Raíces-INAH.
- Oudijk, Michel R. (2007). «Mixtecos & zapotecos en la época prehispánica». Arqueología Mexicana, (90): 58-62.
- Pohl, John (s. f.). «Libros antiguos: códices del grupo mixteco». En Mesoamérica. Consultado el 4 de abril de 2011.
- Spores, Ronald (1967). The Mixtec Kings and Their People. Norman: University of Oklahoma Press.